# Oscar Carlsons Præmie
Oscar Carlsons Præmie er en dansk præmie, der kan tildeles kunstnere af Det Kongelige Akademi for de Skønne Kunster. Præmien er opkaldt efter den lovende maler Oscar Carlson, som faldt i den 2. Slesvigske Krig. Der findes også et Oscar Carlsons Legat, som kan tildeles uafhængigt af præmien.

## Modtagere
Denne liste er ufuldstændig; hjælp gerne med at udfylde den.

### 1920'erne
- 1925: Aage Petersen
- 1925: Axel Skjelborg (for To Kalve, Horsens Kunstmuseum)
- 1925: Agnete Varming (for Fiskerbaade i Arnoen)
- 1926: Marie Wandel (for Frk. Jensen, Vejen Kunstmuseum)
- 1926: Axel Bentzen (for Hospitalshaven, Drømmeren og Den Blinde)
- 1927: O.V. Borch (for Scene fra en Renæssancekomedie)
- 1927: Petri Gissel (for Vaarlandskab, Lønholt)
- 1927: Torben Galle Jensen (for selvportræt)
- 1928: Hans Christian Bärenholdt (for Pastor Lütken)
- 1928: Nanna Levison (for Blomsterbillede)
- 1928: Aage Vogel-Jørgensen (for Sommer)
- 1929: Anne Margrethe Grosell (for Snesjap, Kongens Nytorv)
- 1929: Erik Jensen (for Portræt af Maler Søren Lund)
- 1929: Sigurd Kielland-Brandt (Detail af Bark Nordlyset)
- 1929: Henrik Madsen (for Kvindeportræt)

### 1930'erne
- 1930: Gunnar Hansen (for statue af Frede Bojsen, Rødkilde Højskole)
- 1931: Erich Erichsøe (for Engel flyvende med Barn)
- 1931: Margrete Levy (for Tre Søstre)
- 1931: Stefan Viggo Pedersen
- 1932: Elof Risebye (for Søndag i Paradis)
- 1932: Karl Sørensen (for Foraarslandskab, Storstrøms Kunstmuseum)
- 1933: Thorvald Hagedorn-Olsen (for Zeus' Møde med Hera paa Idabjerget)
- 1933: Peter Simonsen (for Udsigt mod Tuborg)
- 1934: Bizzie Høyer (for Modelstudie)
- 1934: Henrik Nielsen (for Sydhavnen)
- 1934: Harald Quistgaard (for Eos, opstillet som springvand i Vordingborg 1936)
- 1935: Poul Høm (for Moder og Barn)
- 1935: Victor Haagen-Müller (for Anholt, Udsigt mod Sønderbjerg)
- 1935: Ole Kielberg
- 1935: Henrik Starcke (for Peleus' bryllup)
- 1936: Jørgen Jensen (for blomsterbilleder)
- 1936: Ellen Scheelke (for Motiv fra Haven)
- 1937: Volmer Bahner (for Ung Pige, Fyns Kunstmuseum)
- 1937: Laura Brun-Pedersen (for Landskab)
- 1937: Henrik Nielsen (igen, for Portræt af min Moder)
- 1937: Edvard Ølund-Hansen (for Septemberstorm, Bolshavn)
- 1938: Jack Kampmann (for Model)
- 1938: Gunnar Nikolajsen (for Dame med hvid Krave)
- 1938: Erik Raadal (for Firetoget)
- 1939: Hugo Liisberg (for De vilde Svaner, Monument for H.C. Andersen)

### 1940'erne
- 1940: Tove Ólafsson (for Mand og Kvinde)
- 1940: Jeppe Vontillius (for Liggende Kvinde)
- 1940: Carl Østerbye (for Landskab, Helgenæs)
- 1941: Hjalmar Kragh Pedersen (for Sne paa Tage)
- 1941: Svend Thomsen
- 1942: Otto Larsen (for Landskab med Køer)
- 1943: Marie Wandel (igen)
- 1944: Hans Olsen (for relieffer)
- 1944: Ellen Scheelke (igen)
- 1945: Grete Jacobsen (for Strandbred)
- 1945: Ejgil Vedel (for Siddende Pige)
- 1946: Kai Mottlau (for Drivhus)
- 1947: Grete Jacobsen (igen, for Nature Morte)
- 1947: Ingolf Røjbæk (for Dreng)
- 1947: Gudrun Trier (for Lille Pigehoved)
- 1948: Anni Løgstrup (for Aftenliv på Dyrehavsbakken)
- 1948: Robert Askou-Jensen
- 1948: Gunnar Westman (for Børn ved vinduet)
- 1949: Hans Olsen (igen, for forslag til Frihedsmonument på Esplanaden)

### 1950'erne
- 1950: Carl Lobedanz (for Bjørnen i teaktræ)
- 1950: Eckhardt Johnsen (for Dyrehavsbakken)
- 1950: Ole Kielberg (igen)
- 1951: Preben Hornung
- 1952: Nikolaj Nielsen
- 1952: Viggo Tuxen (for Interiør)
- 1953: Anna Maria Lütken (for Kvindeportræt)
- 1953: Rasmus Nellemann
- 1953: Gunnar Westman (igen)
- 1955: Poul-Henrik Jensen (for selvportræt)
- 1955: Knud Lollesgaard (for Opstilling)
- 1955: Nikolaj Nielsen (igen)
- 1955: Ulf Rasmussen (for Hane)
- 1957: Karl Otto Johansen (for Grågås)
- 1957: Alfred Madsen
- 1958: Jens Peter Groth-Jensen
- 1958: Otto Christian Lawaetz
- 1959: Johannes Carstensen

### 1960'erne
- 1960: Emil Gregersen
- 1961: Søren Kjærgsgaard
- 1963: Ole Sporring
- 1964: Søren Kjærgsgaard (igen)
- 1965: Poul-Henrik Jensen (igen)
- 1967: Kurt Trampedach
- 1969: Niels Andersen

### 1970'erne
- 1970: Knud Andersen
- 1970: Gunnar Bay
- 1972: Mette Møller Bovin
- 1973: Flemming Rodian
- 1974: Kirsten Christensen
- 1978: Kim Allan Veber (for Katedralen fra Ridderne af Cinnoberhjertet)
- 1979: Pia Birkholm (for Barnestudie)
- 1979: Lene Rasmussen

### 1980'erne
- 1980: Pia Birkholm (igen)
- 1982: Gorm Spaabæk
- 1984: Ewa Werber
- 1985: Villy Grønborg